# Lacedonia
Lacedonia är en stad och kommun i provinsen Avellino, i regionen Kampanien i södra Italien.  Kommunen hade 2 275 invånare (2017). och gränsar till kommunerna Aquilonia, Bisaccia, Melfi, Monteverde, Rocchetta Sant'Antonio, Sant'Agata di Puglia samt Scampitella.
Lacedonia har drabbats av ett antal jordbävningar, men det historiska centrumet har inte påverkats av de jordbävningar det utsatts för. Området har varit bebyggt sedan kalkolitikum.